# Marietta (musicien)
Pour les articles homonymes, voir Marietta.
 Marietta, de son vrai nom Guillaume Marietta, né à Metz, est un auteur-compositeur-interprète de rock psychédélique français, également membre de The Feeling of Love, A.H. Kraken et de La Grande Triple Alliance internationale de l'Est.

## Biographie
Après plusieurs albums sortis au sein de The Feeling of Love, A.H. Kraken et Plastobéton, Guillaume Marietta sort son premier disque solo, au son très lo-fi, chez Born Bad Records en 2015, Basement Dreams Are the Bedroom Cream,,,. En 2016, il part enregistrer son deuxième album à Los Angeles avec le musicien, multi-instrumentiste américain Chris Cohen. Il en revient avec La Passagère qui sort en 2017 de nouveau chez Born Bad Records. Un disque plus pop et chanté exclusivement en français,,,. L'année 2019 voit la publication de Cream Team, un EP enregistré en public.
En 2020, l'artiste sort son troisième album, enregistré à la maison celui-là dont les sonorités sont plus torturées et expérimentales Prazepam St, toujours sur le même label,,.
En 2022, il co-réalise avec Nicolas Drolc le film documentaire "La Grande Triple Alliance Internationale de l'Est" dont le sujet est le collectif artistique du même nom,.
2024, sous le nom de Warietta, il sort l'album Handkuss Jesus ,.

## Albums studios

### MARIETTA
- Basement Dreams Are the Bedroom Cream (Born Bad Records), 2015
- La Passagère, Born Bad Records, 2017
- Prazepam St, Born Bad Records, 2020

### WARIETTA]
- Handkuss Jesus, Cutter Amer, 2024

## Film Documentaire
- 2022 : "La Grande Triple Alliance Internationale de l'Est" (co-réalisé avec Nicolas Drolc)